# Ilhas Crozet

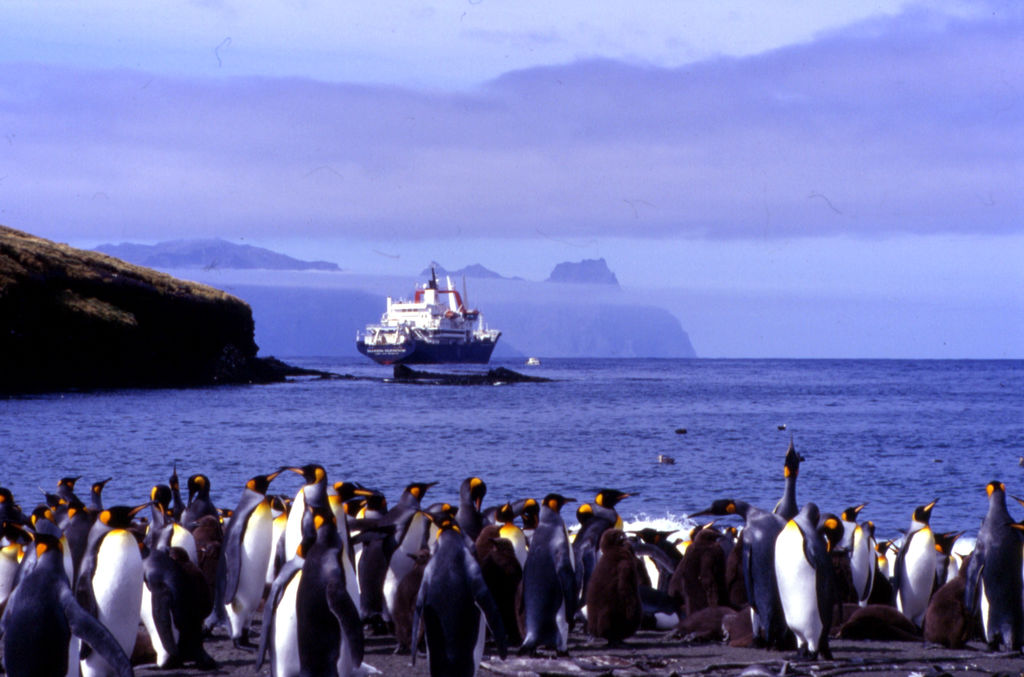
O navio francês Marion Dufresne (1995) no "porto" de Crozet. Ilha do Leste ao fundo

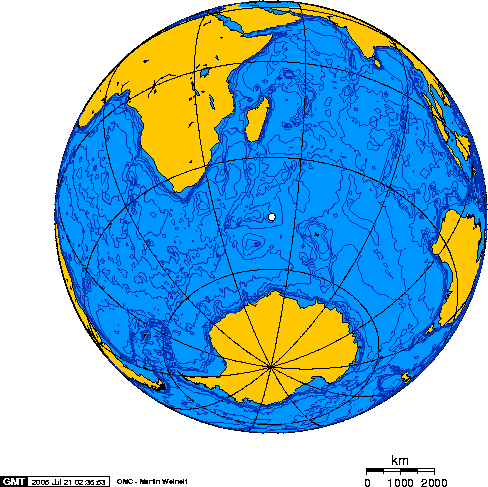
Projeção ortográfica centrada nas ilhas Crozet

As Ilhas Crozet (francês: Îles Crozet; ou, oficialmente, Arquipélago Crozet) são um arquipélago sub-antártico vulcânico e desabitado ao sul do Oceano Índico. Elas formam um dos cinco distritos administrativos das Terras Austrais e Antárticas Francesas (França). Estão situadas a 2425 km da ilha de Madagascar.

## História
As ilhas Crozet foram descobertas em 24 de janeiro de 1772, pela expedição do explorador francês Marc-Joseph Marion du Fresne, a bordo do Le Mascarin. Seu segundo em comando, Julien-Marie Crozet, desembarcou na ilha da Possessão (Île de la Possession), reivindicando o arquipélago para a França. A expedição continuou para o leste e desembarcou na Nova Zelândia, onde o capitão Marion e grande parte de sua tripulação foram mortos e canibalizados pelos maoris. Crozet sobreviveu ao desastre e conduziu com sucesso os sobreviventes de volta à sua base em Maurício. Em 1776, Crozet conheceu James Cook na Cidade do Cabo, no início da terceira viagem de Cook. Crozet compartilhou os mapas de sua expedição malfadada e, enquanto Cook navegava para o leste, ele parou nas ilhas, nomeando o grupo ocidental "Marion" e o grupo oriental "Crozet". Nos anos seguintes, os caçadores de focas que visitaram as ilhas referiram-se aos grupos oriental e ocidental como ilhas Crozet, e ilha Marion tornou-se o nome da maior das duas ilhas do Príncipe Eduardo, que foi descoberta pelo Capitão Marion na mesma expedição.
No início do século XIX, as ilhas eram frequentemente visitadas por embarcações em busca de focas, de modo que em 1835 já haviam sido praticamente extintas nessa região. Posteriormente, a baleia foi a principal atividade em torno das ilhas, especialmente pelos baleeiros de Massachusetts.
Ocorreram com frequência naufrágios nas ilhas Crozet. A embarcação britânica Princesa de Gales naufragou em 1821 e os sobreviventes passaram dois anos nas ilhas. Em 1887,  francês Tamaris naufragou e sua tripulação foi parar na ilha dos Porcos. Os náufragos franceses escreveram um aviso de socorro e amarraram-no nas patas de um petrel-gigante, que foi encontrado sete meses mais tarde em Fremantle, Austrália. Infelizmente, a tripulação nunca foi recuperada. Devido a alta frequência de naufrágios em torno das ilhas, por algum tempo a Royal Navy enviava um navio a cada poucos anos para procurar por sobreviventes de naufrágios.
Entre 1924 e 1955, a França administrou as ilhas como dependência de Madagascar. Em 1938, as ilhas Crozet foram declaradas reserva natural. As ilhas Crozet tornaram-se parte dos Terras Austrais e Antárticas Francesas em 1955. Em 1961, foi criada uma primeira estação de pesquisa, mas foi somente em 1963 que a estação permanente Alfred Faure foi inaugurada em Port Alfred na ilha da Possessão (ambas em homenagem ao primeiro líder da estação). A estação alberga de 18 a 30 pessoas (dependendo da época) e realiza pesquisas meteorológicas, biológicas e geológicas e mantém uma sismógrafo. A Organização do Tratado de Proibição Total de Testes Nucleares possui equipamento de escuta na ilha e foi divulgado que duas de suas estações, sendo a outra na ilha de Ascensão, detectaram o que se acredita ser uma explosão subaquática não nuclear na costa da Argentina e acredita-se ser o acidente fatal do submarino ARA San Juan em 2017.

## Geografia
Omitindo minúsculas ilhotas satélites e rochedos, existem seis ilhas (dois grupos de ilhas), em sua maioria vulcânicas. De leste a oeste:
| Grupo Ocidental |                                              |         |                                |                                   |
| 1 | Ilha dos Porcos (Île aux Cochons)            | 67 km²  | Mont Richard-Foy (770 m)       | 46° 06′ S, 50° 14′ L              |
| 2 | Ilha dos Pinguins (Île des Pingouins)        | 3 km²   | Mont des Manchots (340 m)      | 46° 25′ S, 50° 24′ L              |
| 3 | Ilhotas dos Apóstolos (Îlots des Apôtres)(1) | 2 km²   | Mont Pierre (289 m)            | 45° 57′ S, 50° 25′ L              |
| Grupo Oriental |                                              |         |                                |                                   |
| 4 | Ilha da Possessão (Île de la Possession)     | 150 km² | Pic du Mascarin (934 m)        | 46° 24′ S, 51° 46′ L              |
| 5 | Ilha do Leste (Île de l'Est)                 | 130 km² | Mont Marion-Dufresne (1,050 m) | 46° 25′ S, 52° 12′ L              |
| | Ilhas Crozet (Îles Crozet)                   | 352 km² | Mont Marion-Dufresne (1,050 m) | 45°57' a 46°29'S 50°10' a 52°19'E |
| (1)grupo de duas ilhas maiores - Grand Île (Ilha Grande) e Petite Île (Ilha Pequena) - e aproximadamente 20 picos rochosos. |                                              |         |                                |                                   |

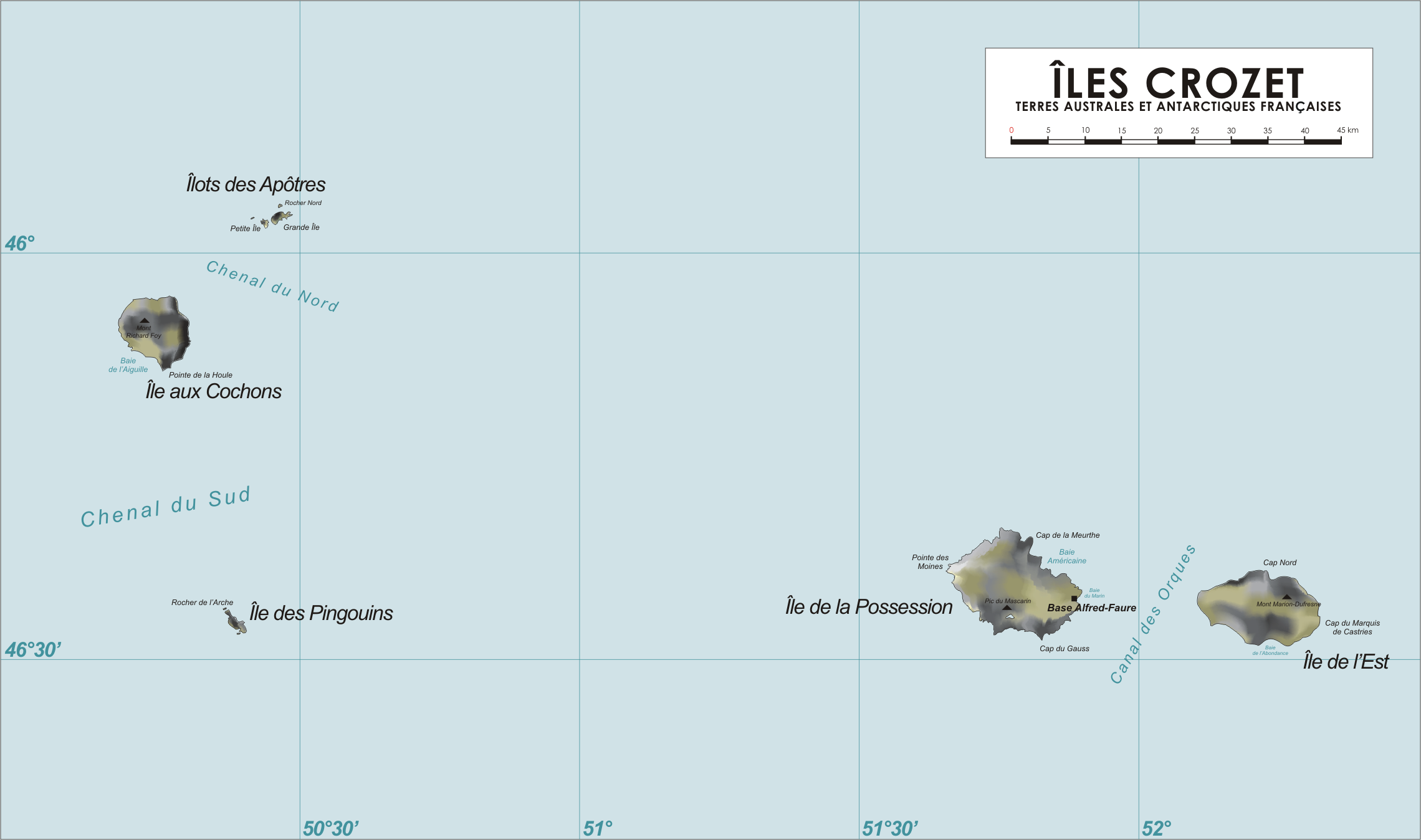
Mapa da Ilhas Crozet

Os grupos ocidental e oriental possuem 94,5 quilômetros de comprimento em sua máxima distância (da Ilha dos Pinguins a Ilha Possessão)
As Ilhas Crozet são inabitadas, exceto pela estação de pesquisa Alfred Faure (Porto Alfred) lado leste da Ilha da Possessão, que é utilizada desde 1963.

## Geologia
Análise de anomalias magnéticas no assoalho submarino indicam que o Planalto Crozet, das quais são formadas pontos mais altos, formou-se há cerca de 50 milhões de anos. As ilhas são de origem vulcânica, e basalto datando de, pelo menos, 8,8 milhões de anos, foi encontrado no local.

## Clima

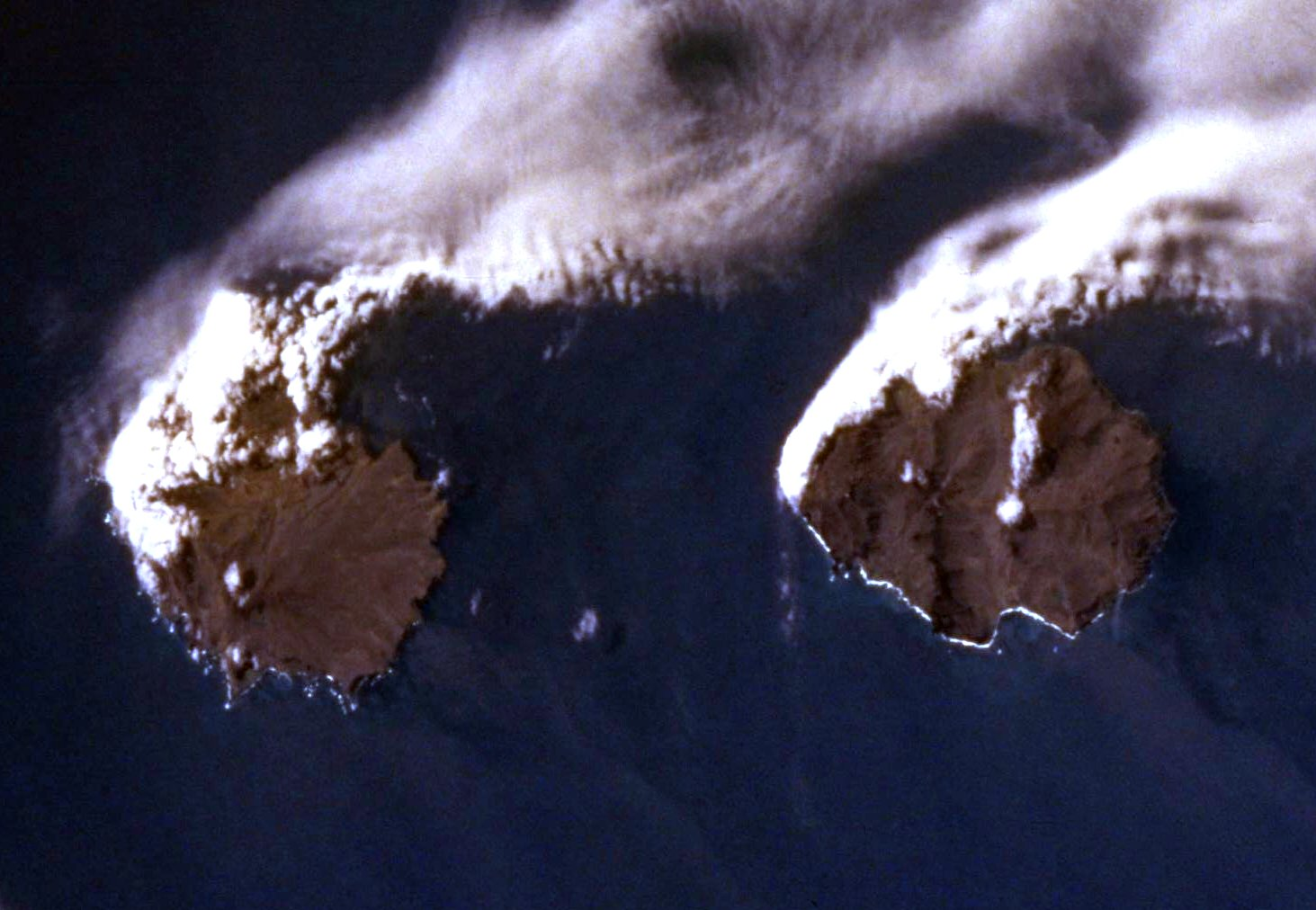
O Grupo Oriental

A precipitação é muito elevada com mais de 2000 mm por ano. Chove, em média, 300 dias por ano, e ventos superiores a 100 km/h ocorrem em média 100 dias por ano. As temperaturas podem subir a 18 °C no verão e raramente chegam a menos de 5 °C, mesmo no inverno.

## Biologia

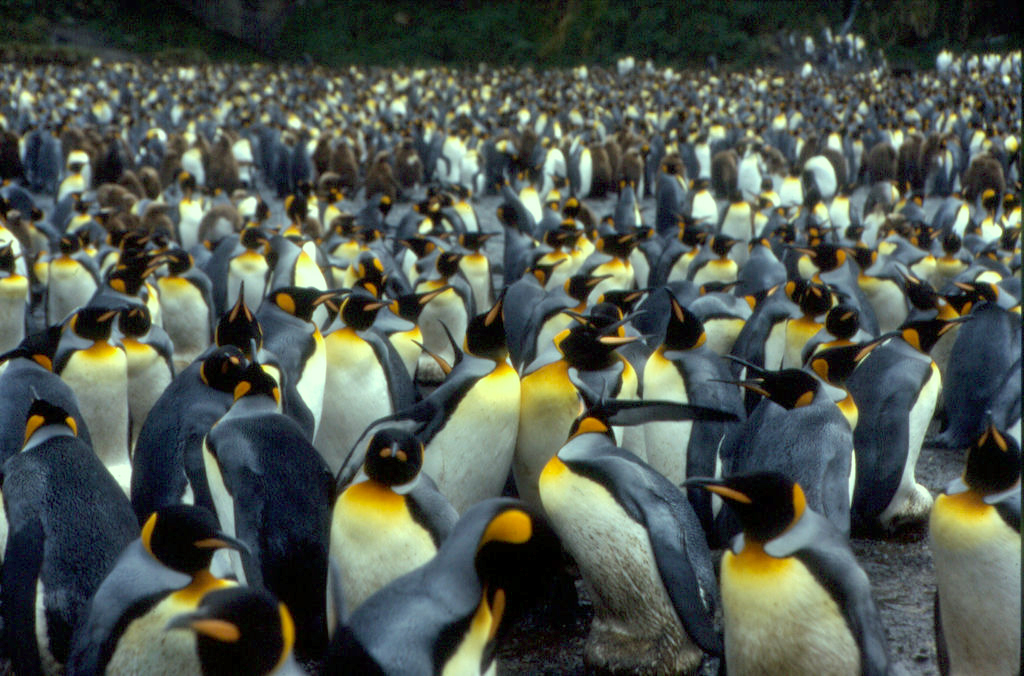
Uma colônia de pinguins das ilhas

As Ilhas Crozet são o lar de quatro espécies de pinguim. Mais abundantes é o pinguim-macaroni, dos quais existem cerca de 2 milhões de pares nas ilhas, e o pinguim-rei. O oriental pinguim-saltador-da-rocha também pode ser encontrado, e há uma pequena colônia de pinguim-gentoo, assim como a pomba-antártica.
Outros animais que vivem nas Crozet são as focas, focas-elefantes, petréis, e o albatroz, incluindo o albatroz-errante.
As orcas têm sido observadas caçando muitas das referidas espécies. A orcas de Crozet são famosas por intencionalmente encalhar (e mais tarde desencalhar) para caçar focas. Este é um comportamento muito raro, na maioria das vezes visto na região da Patagônia Argentina, e acredita-se que é uma competência aprendida transmitida através de gerações de famílias de orcas.
As Ilhas Crozet são uma reserva natural desde 1938. A introdução de espécies invasoras (ratos e, posteriormente, gatos para o controle de pragas) tem provocado graves danos ao ecossistema original. Os porcos, que haviam sido introduzidas na Ilha dos Porcos e as cabras na Ilha da Possessão - ambos para a alimentação - foram exterminados.
Uma preocupação atual é a sobrepesca da merluza-negra e a população de albatrozes. As águas das Ilhas Crozet são patrulhadas pelo Governo Francês e vigiadas frequentemente pela organização ecologista Greenpeace.